# Themīs Agathokleous
Themīs Agathokleous (in greco: Θέμης Αγαθοκλέους; Pafo, 4 luglio 1977) è un ex calciatore cipriota, difensore.

## Carriera

### Nazionale
Nel 2002 ha giocato due partite con la nazionale cipriota.